# Halloween (banda)
Halloween es una banda de Heavy Metal originaria de Detroit, Míchigan formada en 1983.

## Historia
El grupo fue formado en 1983 por los miembros de Rick Craig, Brian Thomas, Neal y George Whyte Bill. Su álbum debut Don't Metal with Evil fue lanzado en 1985 bajo la etiqueta de metal Motor City. En 1986, Halloween comenzó a trabajar en la continuación de Don't Metal with Evil, Victims of the Night. Sin embargo, no fue lanzado. Hasta que finalmente fue lanzado por Molton Metal Records en 1997.
En 1988, los miembros de Rick Craig Whyte y Bill salieron del grupo para seguir trabajando por su cuenta. En 2000, Craig fue invitado a unirse a Charlie Huhn y la banda británica Humble Pie con Jerry Shirley en una gira por Estados Unidos. En 2006, los álbumes Horror Fire y E.vil P.ieces fueron lanzados. Terrortory fue puesto en venta el 25 de febrero de 2012.

## Discografía

### Álbumes de estudio
- Don't Metal with Evil (1985)
- No One Gets Out (1991)
- Victims of the Night (1997)
- Horror Fire (2006)
- Terrortory (2012)[1]

### E.P's
- E.vil P.ieces (2006)